# Porotrichum expansum
Porotrichum expansum là một loài Rêu trong họ Neckeraceae. Loài này được (Taylor) Mitt. miêu tả khoa học đầu tiên năm 1869.